# Виконт де Бражелон, или Десять лет спустя
«Виконт де Бражелон, или Десять лет спустя» (фр. Le Vicomte de Bragelonne ou Dix ans après) — роман французского писателя Александра Дюма, третья часть трилогии романов о трёх мушкетёрах и д’Артаньяне. В нём описываются события, происходящие через десять лет после событий, описанных в книге «Двадцать лет спустя». Роман был написан в 1847—1850 годах. В 1861 году на его основе Дюма и Огюст Маке написали пьесу «Узник Бастилии».

## Сюжет
Действие романа начинается в мае 1660 года. Живущий в изгнании претендент на английский престол Карл Стюарт встречается со своим кузеном — королём Франции Людовиком XIV, и просит у него поддержки в восстановлении престола. Могущественный кардинал Мазарини отказывает Людовику в финансировании этого плана. Тогда Карл обращается за помощью к графу де Ла Фер — Атосу, одному из тех, кто доказал преданность его отцу — казненному Карлу I, будучи рядом с ним до последней минуты, стоя у подножия его эшафота. Перед смертью Карл I поведал Атосу, что в подземелье Ньюкаслского замка зарыт миллион золотом — его сыну «на чёрный день»; этих средств как раз хватит на дело, задуманное теперь наследником британской короны. Одновременно с Атосом, о чём тот не догадывается, в Англию отправляется вышедший в отставку лейтенант королевских мушкетеров д’Артаньян. Путая карты друг другу, общими усилиями они помогают Карлу взойти на трон и стать Карлом II. Король осыпает стареющих героев милостями.
Людовик XIV срочно вызывает д’Артаньяна в Париж. Незадолго перед тем умирает от болезни кардинал Мазарини, завещав королю, кроме значительной денежной суммы, своего преданного секретаря Кольбера, назначенного Людовиком на должность интенданта финансов — третье место в государстве после самого короля, суперинтенданта и королевского прокурора Н. Фуке. Служение своё Кольбер начинает с предания смертной казни за злоупотребления двух друзей Фуке и с доноса королю о том, что Фуке расходует средства из казны, укрепляя Бель-Иль, крепость на одноимённом острове в Бискайском заливе. Война с Англией не входит в расчеты короля; стало быть, это — излишнее расточительство! Король отправляет д’Артаньяна инспектировать Бель-Иль. К изумлению д’Артаньяна, этими работами руководят Арамис (ныне епископ Ваннский) и Портос. Послав Портоса с письмом к Фуке, Арамис спешит за ним следом. «Не сомневаюсь, что д’Артаньяна направлял в Бель-Иль король, — сообщает Арамис Фуке. — Не сомневаюсь, что это козни Кольбера». — «Что же мне сказать королю?» — растерялся Фуке. «Ничего. Подарите ему Бель-Иль».
Фуке следует мудрому совету его преосвященства, в придачу передавая более полутора миллионов ливров на свадьбу принца Филиппа, герцога Орлеанского. Кроме того, Фуке показывает королю фортификационные планы Бель-Иля — те самые, за которыми ездил в Бретань отважный д’Артаньян. Прибыв в Лувр, тот уязвлён: «Мой король мне не доверяет?» — «Напротив. Я назначаю вас капитаном мушкетёров!».
Сын Атоса виконт Рауль де Бражелон в свите придворных встречает в Гавре принцессу Генриетту, сестру короля Англии и невестку короля Франции. Кокетливая принцесса распаляет пламя любви в сердцах сопровождающего её герцога Бекингэма и графа де Гиша. Вскоре это перестает быть тайной для двора. Если удалить Бекингэма в Англию несложно (королева-мать Анна Австрийская просит его об этом по праву возлюбленной его покойного отца), куда сложнее обстоят дела с подданными Людовика XIV. Виконт де Бражелон невольно подслушивает разговор де Гиша с виконтом де Вардом, отзывающимся чересчур легкомысленно не только о принцессе, но и о д’Артаньяне. «В сердце Гиша вы вселяете страсть к невесте его повелителя, — делает Рауль замечание де Варду. — Меня — желаете восстановить против близкого друга моего отца». В ссору Рауля с де Вардом вмешается Бекингэм, покидающий Францию, где дуэли запрещены: он — к услугам де Варда! В поединке на морском берегу оба тяжело ранены. Бекингэм возвращается в Лондон, де Вард залечивает раны вдали от Парижа, сдерживая нетерпение поскорее туда вернуться.
Им нанесена Раулю ещё одна рана. Задев честь д’Артаньяна, де Вард оскорбил попутно самого Рауля и Атоса: «Никому не известно, от каких родителей появился на свет виконт де Бражелон, усыновленный графом де Ла Фер. Что до шевалье д’Артаньяна — он когда-то погубил одну благородную даму, которую любил мой отец». — «Эта дама, обыкновенно именуемая Миледи, — отвечает разъяренный Атос, — трижды покушалась на жизнь д’Артаньяна и вложила нож в руку убийцы Бекингэма! Она была преступницей…».
В придачу ко всем этим потрясениям Рауля огорчает то, что король посоветовал Атосу отсрочить день его свадьбы с Луизой де Лавальер — фрейлиной принцессы Генриетты. Роковым образом это решение совпадает с беседой короля и принцессы, жалующейся Его Величеству на ревнивого супруга. Чтобы положить конец сплетням, у короля есть лишь одно средство: взять принцессу под своё покровительство. Внезапно — как бывает лишь у царственных особ — между ним и его невесткой вспыхивает более чем родственное чувство… Но и в этом случае нужно благопристойное прикрытие. Оно подворачивается само: пусть двор думает, что король отложил женитьбу виконта де Бражелона, имея виды на Луизу.
Де Бражелон отправляется в Кале с письмами Карлу II от его сестры и Фуке. Перед отъездом, на аудиенции у принцессы Генриетты, он сетует: уже месяц, как король отложил его свадьбу, он сгорает от любви. «Как? Уже месяц?» — удивлена принцесса. Значит, король ей солгал! Значит, он уже месяц любит её фрейлину!..
Между тем одного благосклонного взгляда молодого короля хватило, чтобы в душе Луизы родилась любовь, несравнимая с симпатиями, которые она доселе испытывала к своему жениху. Она признается королю в этом охватившем её чувстве. Король польщен и готов ответить ей взаимностью. Как назло, именно в этот момент Арамис, желая укрепить влияние Фуке на короля, подает ему идею написать Луизе любовное письмо и сделать ей богатый подарок: в делах политики все средства хороши. «Я хочу видеть на троне короля, который будет предан господину Фуке, который в свою очередь будет предан мне. У меня есть власть, чтобы сказанное осуществить. Что касается вашей, г-н Фуке, возлюбленной, г-жи де Бельер, я смогу ей все объяснить, и она не усомнится в вас…».
У Арамиса действительно есть власть превыше денег и положения при дворе. Д’Артаньян узнает о его тайных финансовых отношениях с комендантом Бастилии Безмо, о том, что Безмо фактически куплен Арамисом, что в Бастилии содержится некий таинственный узник по имени Марчиали, заключенный в тюрьму кардиналом Мазарини, содержащийся гораздо лучше, но и строже прочих заключенных. Кто он? И что связывает его с Арамисом?..
В Фонтенбло, неподалёку от резиденции короля, поселяются в гостинице семь важных персон — каждая со свитой. Последними в «Красном Павлине» останавливаются на постой Арамис и старый монах-францисканец. Все эти люди, включая епископа Ваннского, экс-мушкетёра, — члены ордена иезуитов. Монах — генерал ордена, призванный назначить, в преддверии кончины, своего преемника. Каждый из кандидатов должен сообщить ему наедине тайну, от которой зависят не только будущее ордена, но и судьбы Европы. Выбор падает на Арамиса: он владеет истинно великой и страшной тайной. Свидетелем похорон монаха становится д’Артаньян. Присутствие на погребении Арамиса ещё более распаляет его любопытство…
Арамис раздосадован. Д’Артаньян вмешался в его дела в Бель-Иле, а теперь ещё и представляет Его Величеству отменного инженера и картографа Портоса, по протекции капитана мушкетёров получающего высокий титул! Д’Артаньян и за епископа Ваннского ухитряется замолвить словечко королю. «Вы станете кардиналом, — обещает Арамису Людовик XIV. — И поблагодарите за усердие г-на Фуке».
Планы Арамиса резко меняются: надо вернуть письмо Фуке к Луизе де Лавальер. Но Луиза утверждает, что письма не получала. Значит, письмо кем-то выкрадено? И с какой целью? Не кроется ли за этим новая политическая интрига?
Масла в огонь разгоревшейся страсти короля к Луизе прибавляет дуэль де Гиша с вернувшимся в Париж де Вардом. Де Вард сообщил Раулю, что лучезарный взгляд Его Величества обращен теперь не к принцессе, а к её фрейлине. Оскорблены не только две дамы, но и молодой виконт де Бражелон. На дуэли де Гиш тяжело ранен. Король узнает, что поединок случился из-за Луизы. Это скандал! Вдвойне возмущены королева-мать, принцесса Генриетта и молодая королева: «Госпожу де Лавальер необходимо удалить подальше от столицы». Смятение Луизы король принимает за охлаждение: «Неужели она все ещё любит де Бражелона?!». Луиза в отчаянии бежит из дворца и скрывается в монастыре кармелиток. Д’Артаньян находит возможность сообщить об этом своему повелителю: не должно подданным страдать из-за капризов их хозяина. Король умоляет Луизу о прощении. Во дворце в строгой секретности устраиваются покои для тайных свиданий Людовика XIV и г-жи де Лавальер.
Де Бражелон в Лондоне получает сразу два письма. Первое — от де Гиша: «Я ранен, болен, скорее возвращайтесь». Второе — анонимное: «Замок вашей любви осажден». В придачу и Карл II извещен сестрой: «Необходимо немедля отослать де Бражелона в Париж».
Де Гиш пытается успокоить друга: ходят всякие сплетни, но, поверьте, в действительности речь идет о вещах невинных. Д’Артаньян в ответ на расспросы де Бражелона о том, что творилось в Париже в его отсутствие, возмущается: «Неужто вы хотите, чтобы я вам внушил отвращение к вашей милой и научил проклинать женщин, кои есть счастье нашей жизни?». Подруга Луизы Ора Монтале отсылает Рауля за всей информацией к их госпоже, принцессе Генриетте. Принцесса ведет его в покои Луизы и показывает потайную лестницу, люк в спальню его невесты и её портрет, написанный по заказу короля.
Рауль намерен драться на дуэли с графом де Сент-Эньяном, замешанном в этой истории. Сент-Эньян в страхе обращается к милости короля — Его Величество обещает все легко уладить. Увы, все оказывается не так просто. К королю приходит Атос: «Ваша честь — это честь дворянства! Зачем вам было удалять виконта в Лондон?» — «Вы забываете: перед вами ваш король!» — «А вы забываете, что строить своё счастье на чужом, разбитом вами, — смертный грех!..». Атос ломает шпагу о колено и кладет её к ногам короля, задыхающегося от гнева и стыда. Не два человека — две эпохи Франции резко сталкиваются в этот вечер в Лувре…
Тенью ушедшего времени является в тот же час к Арамису герцогиня де Шеврез. Она видела Арамиса на похоронах францисканского монаха, она — тайный агент ордена иезуитов, она вернулась в Париж, чтобы восстановить своё растраченное состояние. У неё есть письма Мазарини, из которых следует, что Фуке некогда позаимствовал из казны тринадцать миллионов (именно те деньги, которые Кольбер по завещанию кардинала вручил королю; но знает об этом лишь один Фуке — и он не в состоянии отвести обвинение). Герцогиня предлагает Арамису выкупить у неё письма — но получает твердый отказ.
Арамис спешит сообщить Фуке об этом визите. Фуке раздавлен сообщением Арамиса: его угораздило именно нынешним утром продать мужу своей любовницы, г-ну Ванелю одно из занимаемых мест при дворе, в его теперешнем положении важнейшее, — место прокурора. Арамис и Фуке умоляют Ванеля переиграть дело — тот упорствует. Они предлагают ему вдвое больше. Из бумажника Ванеля выпадает испещренный лист бумаги. Это черновик его сделки с Фуке, писанный рукой Кольбера — смертный приговор Фуке и одновременно указ о занятии Кольбером поста № 1 во Франции…
Герцогиня де Шеврез посещает Кольбера, выкупающего у неё письма Мазарини, а затем проникает в покои королевы-матери. Герцогиня — хранительница её тайны, тайны второго наследника короля Людовика XIII, второго дофина, брата-близнеца правящего ныне Людовика XIV — несчастного узника Бастилии. «Чем я могу заплатить за годы вашего изгнания, ваших сердечных терзаний?» — спрашивает плачущая Анна Австрийская. «Посетите мое имение. Правда, оно пришло в упадок, нужны средства на его восстановление». — «Об этом можете не беспокоиться…».
Д’Артаньян ставит перед королём ультиматум: или его отставка — или помилование дерзкого Атоса и гарантии неприкосновенности Арамиса и Портоса. Скрепя сердце король дает слово капитану мушкетёров. Атос выходит в отставку. Рауль, после искреннего разговора с Луизой и её признания в вечной любви к королю, отправляется в африканский поход.
Королевская свита навещает Фуке в его замке в Во. Арамис, воспользовавшись услугами коменданта Бастилии, похищает из тюрьмы узника по имени Марчиали, а на его месте с помощью Портоса оказывается король Франции, выкраденный из покоев в замке Фуке. Фуке, посвященный в эту тайну, называет произошедшее преступлением и для спасения своей чести обрекает друга на верную гибель, изгоняя Арамиса из Во, но предоставляя в качестве убежища ему Бель-иль-ан-Мер, подаренный Фуке королю. Едва Арамис и Портос отъезжают из замка, Фуке разворачивает бурную деятельность по освобождению короля. Того, кто правил Францией меньше суток, ссылают навечно в тюрьму на острове Св. Маргариты.
Вместо благодарности Фуке за своё избавление король пылает гневом к мнимому сопернику в любви (пропавшее письмо тому виною). Кольбер изображает Фуке в глазах короля подлым казнокрадом. Д’Артаньян получает приказ арестовать Фуке. Он вынужден подчиниться; но, узнав, что, во исполнение другого приказа, мушкетёры устроили погром в доме Фуке, где гостил король, и тем самым покрыли себя позором, восклицает: «Ваше Величество заклеймило своих верных слуг бесчестием!». В который раз он просит об отставке, однако в ответ получает новое повеление короля: настигнуть в Бель-Иле беглецов и взять их под стражу. «Вы меня обуздали, сир, — со вздохом признается д’Артаньян. — Тем самым вы умалили меня в моих собственных глазах. Но что толковать об этом! Моя честь — дело прошлое. Вы — хозяин, я — ваш слуга…».
Всему приходит конец; есть он и в истории трех мушкетёров и д’Артаньяна.
Портос погибает в Бель-Иле, придавленный обломками пещеры, в которую он заманил чуть ли не сотню посланных королём солдат, и взорвал пороховой склад. Арамису удалось бежать; спустя несколько лет он вернется на родину из Испании под именем герцога д’Аламеда. Кольбер, которому Арамис представляет своего преемника в звании генерала иезуитов, станет первым министром. Фуке сохраняют жизнь, заменив эшафот на ссылку. Возвращен королём из изгнания и де Гиш. Ушедшему на покой Атосу в час смерти является его сын, возносящийся в звездное небо: то весть о гибели Рауля на войне.
На две гробницы часто станет приходить Луиза, плача о невозвратном счастье. Д’Артаньян, встретивший её однажды в фамильном склепе Ла Феров, будет в походе против Голландии убит на поле брани пушечным ядром. Слабеющая рука героя в первый и в последний раз сожмет маршальский жезл, присланный ему только что де Кольбером и, умирая, он скажет свои последние слова «Атос, Портос, до скорой встречи, Арамис, прощай навсегда!».

## Адаптации романа
По мотивам романа Александр Дюма позже написал пьесу «Узник Бастилии».
Роман был многократно экранизирован, см. подробнее в статье Железная_Маска. Некоторые экранизации:
- «Тайна королевы Анны, или Мушкетёры тридцать лет спустя»
- «Человек в железной маске (фильм)»